# Servette FC Chênois Féminin
El Servette Football Club Chênois Féminin (abreviado como Servette FCCF o SFCCF) es un club de fútbol femenino ubicado en Ginebra, en el cantón de Ginebra, Suiza. Juega en la Superliga Femenina de Suiza y forma parte del grupo Garnet del Servette FC.

## Historia

### Sección femenina de CS Chênois
El club fue fundado en 1974 como sección femenina del CS Chênois y luego se independizó en julio de 2012 con el nombre de Football Féminin Chênois Genève (FFCG). En junio de 2017, se convirtió en la sección femenina de Servette FC, y tomó su nombre actual de Servette Football Club Chênois Féminin (SFCCF).
En 1976-1977, el club participó en su primer campeonato. En ese momento, solo había dos categorías: la 1ra liga y la 2da liga. En 1985-1986, el club obtuvo su primer ascenso a segunda división. En 1987-1988 se crea la Nationalliga A, la 2.ª división se convierte en la 1.ª liga. CS Chênois desciende por primera vez a la segunda liga (el nivel más bajo, 3 categorías existentes).
En 1988-1989, a pesar del primer lugar en su grupo, CS Chênois fracasó en la promoción en la final. En 1990-1991 la creación de la LNB y el CS Chênois fue ascendido a la 1.ª liga, que se convirtió en la 3.ª división suiza.
En 1998-1999 primer ascenso en la LNB (Segunda división suiza), el club se mantiene la temporada siguiente al obtener el 3.er puesto como neo-ascendido.
En 2001-2002, el club descendió a la 1.ª liga y luego volvió a LNB la temporada siguiente. En 2005-2006, el club obtuvo el 3.er lugar en el campeonato y vio a sus talentos (Caroline Abbé, Maeva Sarrasin y Sandy Maendly) partir en LNA al Yverdon, BSC Young Boys y en la selección nacional.
Entre 2006 y 2013, el club sufriría 3 descensos a la 1.ª liga (3.ª división) para 3 ascensos el año siguiente al descenso.

### Integración a Servette FC
Desde su primera temporada bajo la bandera del Servette FC (2017-2018), el club obtuvo el título de campeón suizo de la LNB y fue ascendido a la Liga Nacional A que pasó a llamarse NLA + Ladies first. En la NLA, para su primera temporada en la élite, el club obtuvo el 4.º lugar en 2019. Durante la temporada 2019-2020, el club quedó en el 1.er lugar después de 2 rondas de 4 y también desde el final del campeonato después 3 partidos de la 3a ronda por la pandemia de COVID-19, sin embargo el club obtendría el primer puesto clasificatorio para los octavos de final de la Liga de Campeones Femenina de la UEFA 2020-21.
En 2021, el club ganó su primera Superliga.

## Palmarés
- Superliga Femenina (2): 2020-21, 2023-24.
- Copa de Suiza Femenina (2): 2022-23, 2023-24.
- Nationalliga B (1): 2018.[3]

## Presidentes
Desde 2012
- Pascal Besnard (desde septiembre de 2020)
- Salvatore Musso (junio de 2017 a septiembre de 2020)
- Constantin Georges (noviembre de 2017 a marzo de 2020, en copresidencia)
- Marie Lacroix (junio de 2017 a noviembre de 2017, copresidencia interina)
- Giovanni Matteucci (junio de 2012 a junio de 2017)

Como sección femenina de CS Chênois
- Steven Malbaski (sección femenina) (2007 a 2012)
- Massimo Gili (sección femenina) (2005 a 2007)
- Claudio Potenza (sección femenina) (2001 a 2005)
- Christiane Schmid (sección femenina) (1999 a 2001)
- Eric Mathys (sección femenina) (199x a 1999)
- Isabelle Kurt (sección femenina) (19xx a 19xx)
- Tony Sheffer (sección femenina) (1987 a 1990)